# To Lose My Life
To Lose My Life — trzeci singel brytyjskiego zespołu rockowego White Lies. Wydany został 12 stycznia 2009 roku, tydzień przed wydaniem debiutanckiego albumu grupy, To Lose My Life...

## Historia nagrania
Piosenka została nagrana podczas trwającej, z przerwami, od maja do września 2008 sesji. Teledysk do utworu został nakręcony przez Andreasa Nilssona, który zrealizował wideo do dwóch innych singli zespołu: "Death" i "Farewell to the Fairground".

## Lista utworów

### CD
1. "To Lose My Life"
2. "To Lose My Life" (remix Filthy Dukes)

### Vinyl
1 wersja
1. "To Lose My Life"
2. "Taxidermy"

2 wersja
1. "To Lose My Life"
2. "Farewell to the Fairground" (remix Yuksek)

### Download
1. "To Lose My Life" (remix Tommy Sparks)

## Notowania
| Lista (2009)     | Najwyższa pozycja |
| ---------------- | ----------------- |
| UK Singles Chart | 34.               |